# Camino Real Intercontinental
El Camino Real Intercontinental es una propuesta para incluir en el Patrimonio de la Humanidad de la UNESCO, en la categoría de Itinerario Cultural, que afectaría a la ruta del mercurio y de la plata de la Monarquía Hispánica que supuso una parte esencial en el comercio entre Europa y América entre los siglos XVI y XVIII, así como contactos culturales e innovaciones tecnológicas.
Como característica especial, la candidatura es internacional, pues está siendo impulsada conjuntamente por las ciudades de San Luis Potosí (México), Almadén (España), Idrija (Eslovenia) y Huancavelica (Perú), caracterizadas por la explotación histórica de sus minas de mercurio y plata.